# Sphyraena idiastes
Sphyraena idiastes är en fiskart som beskrevs av Heller och Snodgrass, 1903. Sphyraena idiastes ingår i släktet Sphyraena och familjen Sphyraenidae. IUCN kategoriserar arten globalt som livskraftig. Inga underarter finns listade i Catalogue of Life.